# Archidium andersonianum
Archidium andersonianum är en bladmossart som beskrevs av Jerry Allen Snider 1975. Archidium andersonianum ingår i släktet Archidium och familjen Archidiaceae. Inga underarter finns listade i Catalogue of Life.